# Gebroeders Crauwels
Gaston Jan Crauwels (Walem, 29 augustus 1923 — Kongolo, 1 januari 1962) en Louis Crauwels (Walem, 23 december 1927 — Kongolo, 1 januari 1962) waren Belgische missionarissen van de Congregatie van de Heilige Geest (Spiritijnen) die samen met zeventien andere Belgische en een Nederlandse missionaris gedood werden door radicale Afrikaans nationalistische elementen van het Congolese leger Armée nationale congolaise op nieuwjaarsdag in 1962 tijdens de Moordpartij van Kongolo. In 2019 begon het bisdom Kongolo met het proces tot zaligverklaring van de twintig missionarissen, waaronder de gebroeders Crauwels.

## Biografie

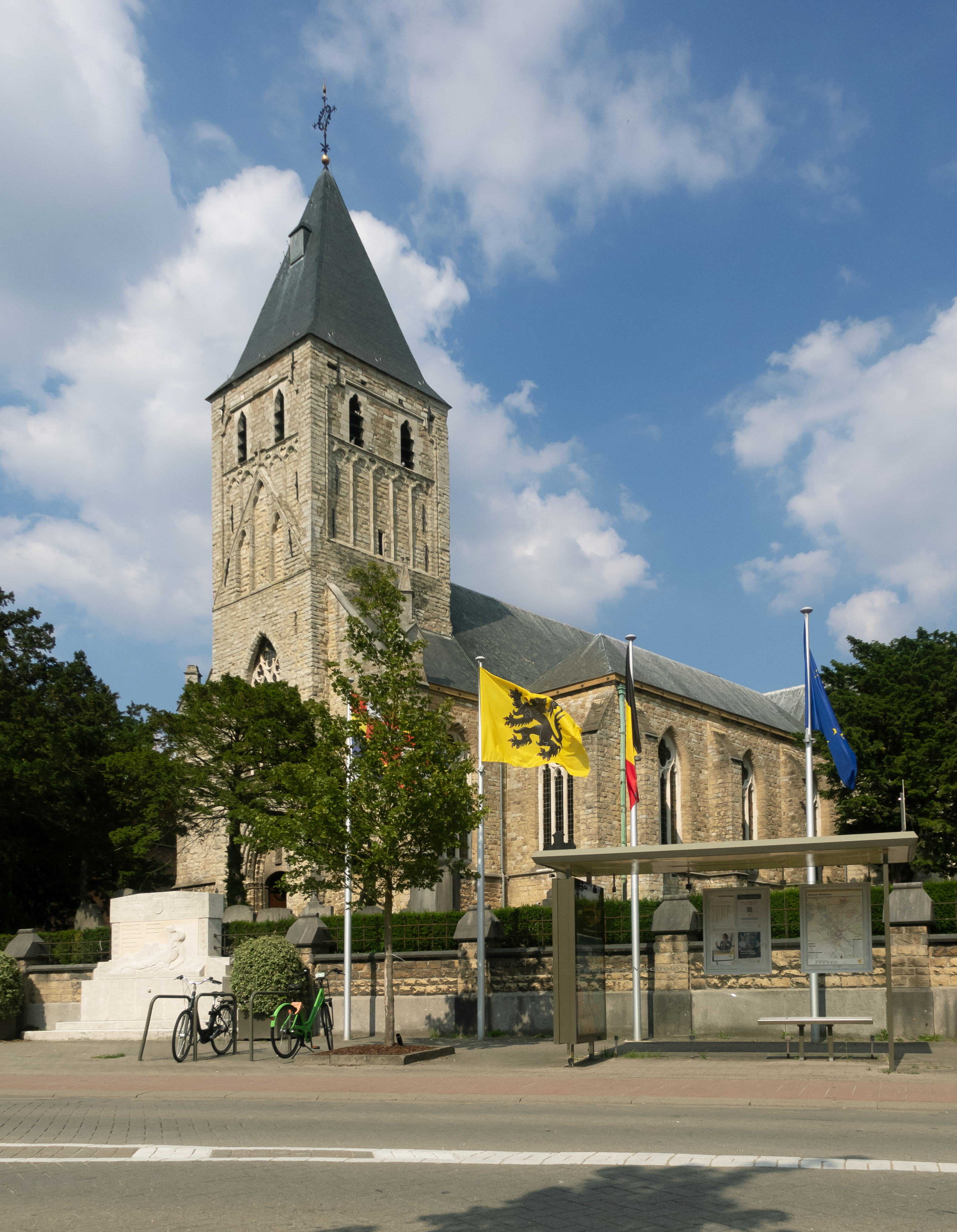
Onze-Lieve-Vrouw-van-Bijstandkerk, Walem

Gaston en Louis Crauwels waren twee van in totaal tien kinderen van schrijwerker Frans Crauwels en Bertha Hendrickx. Ze groeiden op in Walem bij Mechelen. Ze liepen school in het missionarissencolege van de Congregatie van de Heilige Geest in Lier. Gaston was er van 1936 tot en met 1945, Louis van 1938 tot en met 1948. Later gingen ze naar het noviciaat in Cellule, Frankrijk, waarna ze verder filosofie en theologie studeerden aan het scholasticaat van de Congregatie van de Heilige Geest te Leuven. Gaston werd tot priester gewijd op 8 juli 1951; Louis volgde op 11 juli 1954.

### Zendingswerk in Congo
In september 1952 vertrok Gaston naar Belgisch-Congo om zijn zendingswerk te beginnen aan het apostolisch vicariaat van Kongolo. Eerst kwam hij aan Lubunda, waarna hij aan de leiding stond van de nieuwe missie in Budi-Petshi in 1956. In 1959 werd hij missieoverste in Ankoro. Louis vertrok naar de kolonie op 3 juni 1956, waar hij een leraar werd aan het kleinseminarie van Kongolo. Daarna werd hij directeur van de lagere school en jeugdapostolaat van de parochie van het Heilig Hart van Maria. In augustus vertrokken de missionarissen uit Ankoro vanwege de opstand van de Balubakat. Gaston vervoegde zijn broer in Kongolo waar hij tot overste benoemd werd van de missie in Kongolo.

### Moordpartij van Kongolo
Tegen het einde van 1961 werd Kongolo veroverd door troepen van de Katangese gendarmerie, het leger van de afscheidingsstaat Katanga. Op 31 december werd de stad echter heroverd door het Congolese leger waarop ze de missionarissen opsloten in het militaire kamp van Kongolo. Op nieuwjaarsdag werden twintig missionarissen doodgeschoten aan de oevers van de Lualaba-rivier door elementen van het leger die hen beschuldigden van samenwerking met de Katangese autoriteiten, waaronder de gebroeders Crauwels, Michel Vanduffel, en Theo Schildermans. Enkele Congolese seminaristen werden verplicht om de lichamen in de rivier te werpen. De uiteindelijke verantwoordelijkheid voor de moordpartij blijft onduidelijk. Eerst werd Antoine Gizenga's neef, generaal Victor Pakassa, beschuldigd. Jules Darmont, een van de overlevende missionarissen had hem echter vrijgepleit en stelde dat Pakassa enkele missionarissen in veiligheid bracht. In de plaats daarvan wees men in de richting van dronken jeugdtroepen van de Balubakat (Jebakat).

## Nasleep

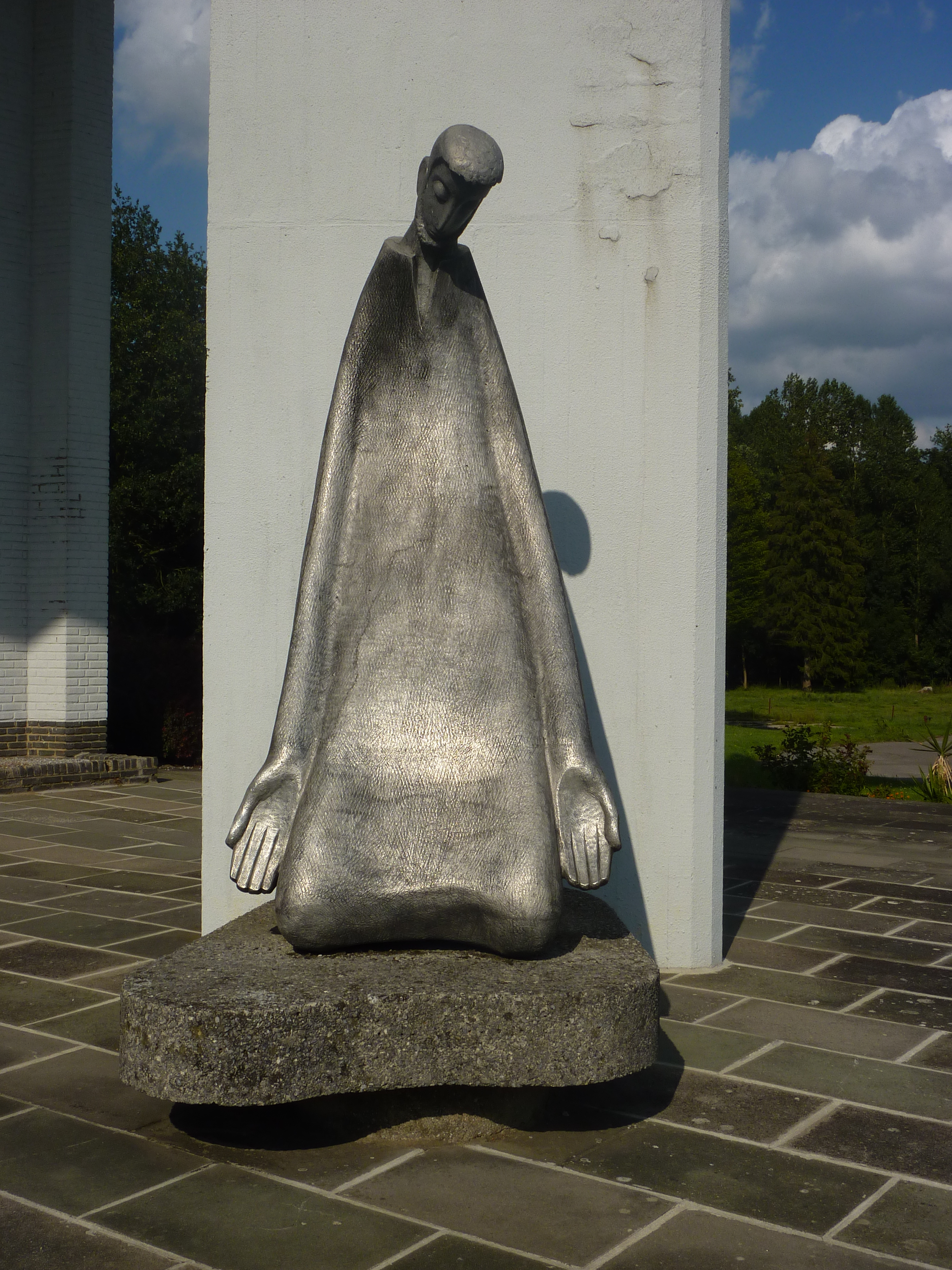
"De missionaris geeft zijn leven", beeldhouwwerk van Raf Mailleux aan de Herdenkingskapel van Kongolo in Gentinnes

- Op 25 januari 1962 hield kardinaal Leo Suenens een herdenkingsmis in de Kathedraal van Sint-Michiel en Sint-Goedele te Brussel ter herdenking van de moordpartij van Kongolo.[6]
- Op de vijfentwintigste verjaardag van de moordpartij op 1 januari 1987 werd een herdenkingsplaat onthuld in de parochiekerk Onze-Lieve-Vrouw-van-Bijstand te Walem.[2]
- De twintig missionarissen die tijdens de moordpartij gedood werden, staan officieus bekend als de 'martelaars van Kongolo'. Verschillende memorialen werden opgericht ter herinnering aan de missionarissen zoals de Herdenkingskapel van Kongolo [fr] in Gentinnes. Memorialen in België zijn meer toegespitst op het geweld tijdens de Congocrisis, terwijl de memorialen in Kongolo eerder de goede werken van de missionarissen benadrukken.[7]
- Reeds vlak na de overlijdens van de missionarissen probeerde de Congregatie van de Heilige Geest de procedure op te starten tot zaligmaking. Dit bleek echter onmogelijk onder canoniek recht omdat onduidelijk was of ze gedood werden omwille van hun geloof of niet. De procedure tot zaligmaking is in tussentijd veranderd, en in juni 2019 maakte bisschop Oscar Ngoy wa Mpanga van het bisdom Kongolo bekend dat het zaligmakingsproces van de ene Nederlandse en negentien Belgische missionarissen opgestart werd.[8]

## Familie
De gebroeders Crauwels zijn ooms van Groen-politica Mieke Vogels.

## Verder lezen
- Storme, M. (10 december 1975). "CRAUWELS (Gaston-Jan)". Belgische overzeese biografie VII-B.  Koninklijke Academie voor Overzeese Wetenschappen. p. 86. Geraadpleegd op 18 mei 2022.
- Storme, M. (10 december 1975). "CRAUWELS (Louis)". Belgische overzeese biografie VII-B.  Koninklijke Academie voor Overzeese Wetenschappen. pp. 86-7. Geraadpleegd op 18 mei 2022.
- (20 maart 2012). De Gebroeders Crauwels. Heemkundige Kring dr. Croquet - Walem Magazine
- Loffman, Reuben Alexander  (2018). Same Memory, Different Memorials: The Holy Ghost Fathers (Spiritans), Martyrdom and the Kongolo Massacre. Gearchiveerd op 11 oktober 2022. Social Sciences and Missions  31. DOI:10.1163/18748945-03103004.
- Loffman, Reuben Alexander (2019). Church, State and Colonialism in Southeastern Congo, 1890–1962. Palgrave Macmillan. ISBN 978-3-030-17379-1. Gearchiveerd op 22 april 2023.

## Verwijzingen
1. ↑  Loffman, Reuben Alexander  (2018). Same Memory, Different Memorials: The Holy Ghost Fathers (Spiritans), Martyrdom and the Kongolo Massacre. Gearchiveerd op 11 oktober 2022. Social Sciences and Missions  31. DOI:10.1163/18748945-03103004.
2. 1 2   (20 maart 2012). De Gebroeders Crauwels. Heemkundige Kring dr. Croquet - Walem Magazine
3. 1 2  Storme, M. (10 december 1975). "CRAUWELS (Gaston-Jan)". Belgische overzeese biografie VII-B.  Koninklijke Academie voor Overzeese Wetenschappen. p. 86. Geraadpleegd op 18 mei 2022.
4. 1 2  Storme, M. (10 december 1975). "CRAUWELS (Louis)". Belgische overzeese biografie VII-B.  Koninklijke Academie voor Overzeese Wetenschappen. pp. 86-7. Geraadpleegd op 18 mei 2022.
5. ↑  Loffman, Reuben Alexander (2019). Church, State and Colonialism in Southeastern Congo, 1890–1962. Palgrave Macmillan, p. 244. ISBN 978-3-030-17379-1. Gearchiveerd op 22 april 2023.
6. ↑   (20 maart 2012). De Gebroeders Crauwels. Heemkundige Kring dr. Croquet - Walem Magazine
7. ↑  Loffman, Reuben Alexander  (2018). Same Memory, Different Memorials: The Holy Ghost Fathers (Spiritans), Martyrdom and the Kongolo Massacre. Gearchiveerd op 11 oktober 2022. Social Sciences and Missions  31. DOI:10.1163/18748945-03103004.
8. ↑  RD.Congo. Beatification of twenty martyr missionaries on track. (1 augustus 2019). Gearchiveerd op 18 mei 2022. Geraadpleegd op 18 mei 2022.
9. ↑  Matthyssen, Kristin, "Gruwelijk vermoorde Antwerpse missionarissen kunnen na meer dan vijftig jaar toch zaligverklaard [sic] worden", Gazet van Antwerpen, 18 juni 2019. Gearchiveerd op 18 mei 2022. Geraadpleegd op 18 mei 2022.